# 음란표현 사건
음란표현 사건(2006헌바109)는 대한민국 헌법재판소 판례이다.

## 사실관계
청구인은 이동통신서비스에 음란한 화상 또는 영상을 배포 공연히 전시하였다는 이유로 '구 정보통신망 이용촉진 및 정보보호 등에 관한 법률'(이하 '구정보통신망법'이라고 한다) 제65조 제1항 제2호 위반으로 기소되었고, 재판 계속중 위 조항에 대하여 위헌법률심판제청신청을 하였으나 기각되자 이 사건 헌법소원심판을 청구하였다. 청구인은 항소심에서 음란성을 인정할 증거가 없다는 이유로 무죄판결을 선고받아 확정되었다.

## 관련조문

##### 구 정보통신망이용촉진및정보보호등에관한법률 제65조
1. 다음 각 호에 1에 해당하는 자는 1년 이하의 징역 또는 1천만 원 이하의 벌금에 처한다.
2. 정보통신망을 통하여 음란한 부호·문언·음향·화상 또는 영상을 배포·판매·임대하거나 공연히 전시한자

## 주문
1. 청구인 최○호, 손○익, 엄○춘, 양○현의 심판청구를 모두 각하한다.
2. 구 ‘정보통신망 이용촉진 및 정보보호 등에 관한 법률’(2001. 1. 16. 법률 제6360호로 전부 개정되고, 2007. 1. 26. 법률 제8289호로 개정되기 전의 것) 제65조 제1항 제2호는 헌법에 위반되지 아니한다.

## 이유
무죄의 확정판결을 받은 때에는 처벌조항의 위헌확인을 구하는 헌법소원이 인용되더라도 재심을 청구할 수 없고, 따라서 재판의 전제성이 인정되지 않는다.

### 음란의 개념
음란이란 인간존엄 내지 인간성을 왜곡하는 노골적이고 적나라한 성표현으로서 오로지 성적 흥미에만 호소할 뿐 전체적으로 보아 하등의 문학적, 예술적, 과학적 또는 정치적 가치를 지니지 않는 것이다. 음란의 개념과 그 형태는 사회와 시대적 변화에 따라 변동하는 상대적, 유동적인 것이고 합리적인 해석기준을 통하여 어떠한 행위가 '음란'한 것인지를 판단할 수 있는 이상 보다 구체적인 입법이 가능하다는 이유만으로 이 사건 법률조항이 곧바로 명확성의 원칙에 위반된다고 할 수는 없다. 음란표현도 헌법 제21조가 규정하는 언론, 출판의 자유의 보호영역에는 해당하되, 다만 헌법 제37조 제2항에 따라 국가 안전보장, 질서유지 또는 공공복리를 위하여 제한할 수 있는 것이다.

##### 과잉금지원칙의 위반여부
불명확한 규범에 의하여 형사처벌을 가하게 되면 헌법상 보호받아야 할 행위까지 금지대상에 망라하게 되어 필요 이상의 처벌을 가하게 되면 헌법상 보호받아야 할 행위까지 금지대상에 망라하게 되어 필요 이상의 처벌을 가하게 될 수 있으므로 과잉금지의 원칙과도 조화될 수 없다.

## 참고 문헌
- 헌법재판소 전원재판부 2006헌바109, 2009.5.28

## 같이 보기
- 음란물 출판사 등록취소 사건